# 中村山城 (越中国)
中村山城（なかむらやまじょう）または中村城（なかむらじょう）は、富山県氷見市中村にあった日本の城（山城）。とやま城郭カードNo.37。

## 概要
上庄川の平野部に突き出した、比高差50メートルの山上に造られた山城で、南北350メートル×東西400メートルの規模を持つ。
城についての情報は、中世の史料に見えず、近世の地誌『三箇国古城』や『三州地理雑誌』に「越後の長尾左馬助の居城」とする僅かな記録が残る程度であったが、近年の研究により越後上杉氏の築城技術に関連があるとされる畝状空堀群が認められることや、長尾佐馬助という人物が上杉氏家臣河田長親の与力の１人として名があることから、上杉謙信が越中を支配下に置いた1576年（天正4年）から、謙信が死去し上杉勢が織田勢に排除される1579年（天正7年）頃に使用された上杉の城跡である可能性が高くなっている。
2009年（平成21年）には一部で発掘調査が行われ、曲輪から掘立柱建物跡や貯蔵・貯水用と見られる土坑などが見つかった。また、出土した漳州窯系染付碗が16世紀第4四半期に位置付けられることから、城の使用年代など、近年の研究成果の傍証となる調査結果が得られている。